# HD 42690
HD 42690，又名BD-06 1446，SAO 132944、HR 2205，是一颗恒星，视星等为5.05，位于銀經214.32，銀緯-11.77，其B1900.0坐标为赤經6h 6m 59.8s，赤緯-6° -11.77′ 39″。